# Mohamed Lahyani

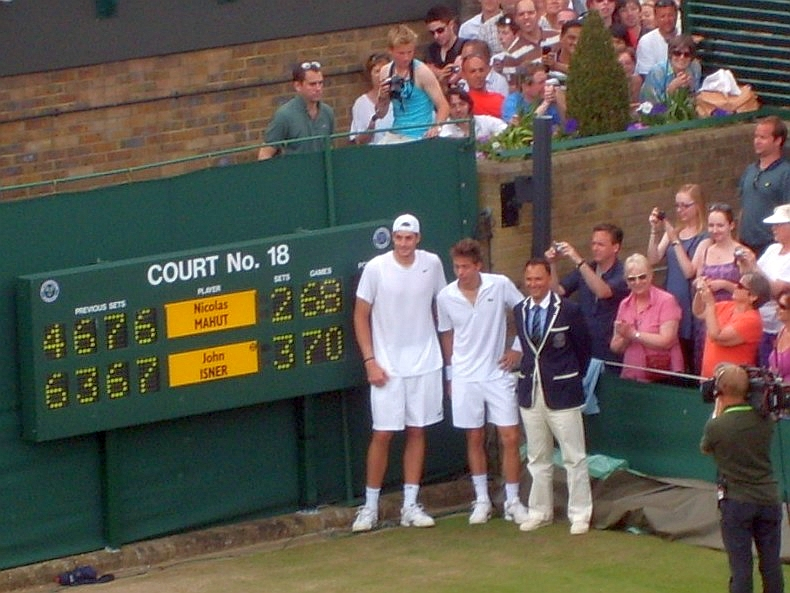
Mohamed Lahyani à droite de John Isner et Nicolas Mahut.

Mohamed Lahyani, né en 1966 à Tafraout dans la région de Souss au Maroc, est un arbitre international de tennis suédois d'origine marocaine.

## Biographie
Il est né à Tafraout au Maroc. Ses parents émigrent en Suède quand il a 1 an. Il grandit à Uppsala à 70 km de Stockholm. Durant sa jeunesse, il fait des études pour devenir professeur de sport et travaille parallèlement comme cuisinier dans le restaurant familial. Il ouvre un club de gymnastique en 1990, puis décide peu après de se consacrer à l'arbitrage. Il a commencé en tant que juge de ligne lors des Jeux olympiques d'été de 1992 à Barcelone. Devenu « arbitre de chaise » international en 1993, il gravit rapidement les échelons pour devenir badge or en 1997.
Il est un des arbitres les plus connus et les plus appréciés du circuit ATP, et fait partie du top 10 des arbitres de tennis (d'après The Tennis Space). Depuis 1993, il n'a manqué aucune édition du tournoi de Wimbledon. Il en a arbitré la finale en 2013, remportée par Andy Murray.
Il a été l'arbitre du célèbre match Isner - Mahut lors du tournoi de Wimbledon 2010 pendant lequel il a officié plus de 11 heures. Il a aussi arbitré des rencontres entre Roger Federer et Rafael Nadal et plusieurs finales du Masters.
En 2018, il est au centre d'une polémique après s'être adressé en tête à tête à Nick Kyrgios, durant un match qu'il arbitrait, pour aider le joueur australien à retrouver la motivation alors que celui-ci était mené par Pierre-Hugues Herbert lors du deuxième tour de l'US Open,. Fin septembre, l'ATP décide de le suspendre pour deux tournois pour son manque d'impartialité.